# Majda Mehmedović
Majda Mehmedović (n. 25 mai 1990, în Bar, RSFI) este o handbalistă muntenegreană medaliată cu argint la Jocurile Olimpice din 2012. Tot în 2012, Mehmedović a câștigat cu echipa țării sale medalia de aur la Campionatul European din Serbia. 
La nivel de club, Majda Mehmedović a jucat până în vara anului 2016 pentru ŽRK Budućnost Podgorica, pe postul de extremă stânga. Alături de echipa din Podgorica, handbalista a câștigat de două ori Liga Campionilor EHF, în 2012 și 2015.
Pe 28 februarie 2016, presa muntenegreană a anunțat că handbalista a semnat un contract pe doi ani cu clubul românesc CSM București, valabil din vara anului 2016.

## Palmares
Echipa națională
- Olimpiadă:
  -  Medalie de argint: 2012

- Campionatul European:
  -  Medalie de aur: 2012

Club
- Liga Campionilor:
  -  Câștigătoare: 2012, 2015
  - Semifinalistă: 2013
  - Medalie de bronz: 2017, 2018

- Cupa Cupelor EHF:
  -  Câștigătoare: 2010[8]

- Liga Națională:
  -  Câștigătoare: 2017, 2018

- Cupa României:
  -  Câștigătoare: 2017, 2018

- Supercupa României:
  -  Câștigătoare: 2017
  - Finalistă: 2018

- Campionatul Muntenegrului:
  -  Câștigătoare: 2008, 2009, 2010, 2011, 2012, 2013, 2014, 2015

- Cupa Muntenegrului:
  -  Câștigătoare: 2008, 2009, 2010, 2011, 2012, 2013, 2014, 2015

- Liga Regională:
  -  Câștigătoare: 2010, 2011, 2012, 2013, 2014, 2015
  -  Medalie de argint: 2009